# Universidad Farmacéutica de Gifu
La Universidad Farmacéutica de Gifu es una Universidad Pública dependiente de la Prefectura de Gifu. Se localiza en las estribaciones del área suburbana de Midora al norte de la ciudad.

## Historia
La historia de la Universidad comienza en 1932, cuando se funda el Colegio de Farmacia de Gifu en la zona de Kokonoecho. Esta institución se convierte en Universidad Pública en 1948, después de la Segunda Guerra Mundial. En 1953 se ofrece el primer programa de Maestría, y en 1965 el de Doctorado. Actualmente se considera la Universidad líder en el ramo en todo Japón, principalmente desde los años noventa con su Departamento de Biología Farmacéutica. 

## Intercambios Internacionales
La Universidad cuenta con muchos convenios internacionales: 
- En 1982 estableció uno de los primeros con la Universidad Farmacéutica de China.
- En 1984 estableció un convenio con la Universidad de Zhejiang.
- En 1991 estableció su primer convenio con Estados Unidos, en la Universidad de Cincinnati
- En 1993 estableció su primer convenio con Europa, específicamente con la Universidad de Florencia, en Italia.
- En 1997 estableció su convenio con la Universidad de Florida.
- En 1998 estableció su convenio con la Universidad Monash, en Australia.
- En 1999 estableció su convenio con la Universidad Farmacéutica de Shengang.
- En 1999 estableció su convenio con la Universidad de Salamanca.
- En el 2002 estableció su convenio con la Universidad de Campinas, en Brasil.

## Escuela de Graduados
Moléculas bioactivas
Farmacognosia
Farmacología
Química analítica farmacéutica
Ciencias bio farmacéuticas
Higiene química y toxicología molecular
Bioquímica
Microbiología
Farmacéutica biomédica
Farmacéutica
Farmacéutica clínica
Química orgánica y médica

## Jardín Botánico
Una de las especialidades de la Universidad es la Farmacognosia. Para practicarla, cuentan con uno de los más importantes Jardines Botánicos de Asia. Fue fundado en 1971 y cuenta con una colección especial de plantas medicinales. 